# Швец-Роговой, Артём Ильич
Артём Ильич Швец-Роговой (род. 3 марта 1995, Саратов) — российский хоккеист. Мастер спорта России (2021).

## Биография
Воспитанник юношеской школы саратовского «Кристалла». В молодёжной лиге впервые сыграл за чеховскую команду «Русские витязи». Первую шайбу в карьере забросил в ворота чешской «Энергии» в Карловых Варах.
В 2015 году стал выступать за тверской ТХК в Высшей хоккейной лиге. В сезоне 2014/15 дебютировал в КХЛ, сыграл 11 матчей. Первую шайбу в КХЛ забросил 3 декабря 2016 года в ворота «Барыса».
Из-за травмы и врачебной ошибки не играл со 2 апреля 2022 года. Пропустив полтора сезона, первый матч провёл 30 декабря 2023 года. По окончании сезона 2023/24 покинул клуб. 20 мая подписал контракт на два года с «Динамо» Москва.